# Serie 526 de Renfe
La Serie 526 de Renfe, antigua Serie 2600 de FEVE, es un modelo de vehículo automotor de vía estrecha compuesta por unidades diésel que prestan servicio de pasajeros a la empresa Renfe Operadora en la zona norte de España. Están fabricadas a partir de la reconstrucción de unidades de la serie 2300. Su versión propulsada por motor eléctrico es la Serie 3600 de Renfe.

## Historia
El origen de la serie 2600 parte de los planes de modernización en los vehículos de transporte de pasajeros que FEVE llevó a cabo en los años 90, que ya había comenzado con la serie 2400. Entonces decidió reconvertir la serie 2300 de que disponía, una serie de automotores con motor MAN que llevaban prestando servicio en la compañía desde 1966 y 1974. La reconstrucción fue llevada a cabo por Sunsundegui y CAF, con una total remodelación del modelo, incluyendo un nuevo motor Volvo THD 101 GB. Además, se les realizaron grandes reparaciones integrales y una importante transformación de caja y confort. 
Las 24 unidades en servicio en 2004 son utilizadas por la compañía en parejas para transporte de pasajeros de cercanías en todas sus líneas en el norte de España y su línea de Cartagena.
En 2013 con la desaparición de FEVE la serie se integró en el parque de vía estrecha de Renfe Operadora.
En otoño del año 2015, se trasladó el coche 2606 a la ARMF de Lérida, para el proyecto de conversión a Gas natural licuado. Un proyecto en el que junto a Renfe, participaron Gas Natural Fenosa, Enagás y Bureau Veritas. En el año 2018, se iniciaron las pruebas con la unidad modificada entre las estaciones de Mieres y Figaredo, en Asturias. Estas pruebas se realizaron para efectuar medidas y ver el impacto ambiental que generaba. Propulsando el tren tanto con gas como con diésel. A fecha de hoy, dicha unidad no se encuentra en servicio comercial, ni tampoco en pruebas.